# حکمت (روزنامه)
روزنامهٔ هفتگی حکمت نخستین نشریه فارسی زبان در یک کشور عربی «مصر» بود که از ۲۸ صفر ۱۳۱۰ ه. ق (۲۰ سپتامبر ۱۸۹۲ م) در قاهره چاپ می‌شد و مدیر آن هم میرزا مهدی خان تبریزی «زعیم الدوله» (۱۲۵۳ـ۱۳۳۳) دانش‌آموخته رشته پزشکی بود، که از استانبول به مصر رفت و در آنجا روزنامهٔ حکمت را تأسیس نمود.
حکمت نشریه‌ای سیاسی و علمی و ادبی و تجاری بود که در آغاز، یک بار در هفته و سپس دو یا سه شماره در ماه منتشر می‌شد و به‌ندرت تصویر در آن به کار می‌رفت.
حکمت در نوشتن پارسی سره بدون ترکیبات عربی اصرار زیاد داشت. این روزنامه تا ۱ جمادی‌الثانی ۱۳۲۹ (۳۰ مه ۱۹۱۱ م) دایر و مقالاتش بسیار مؤثر بود.